# Completer – Finisher
Completer - Finisher (česky „Dotahovač“, „Kompletovač finišer“) je označení pro jednu ze skupinových rolí ve třídění dle Belbina.

## Charakteristika
- soustředí se na detaily, každou práci probere do těch nejmenších podrobností
- osobně dohlíží na to, aby se na nic nezapomnělo
- v týmu se příliš neprosazuje, je si však vědom svých povinností a povzbuzuje ostatní k plnění jejich povinností
- jeho silnou stránkou je sebeovládání
- slabou stránkou je naopak netrpělivost a netolerance vůči méně svědomitým a zodpovědným členům
- důležitý je pro něho řád, plní termíny, dodržuje harmonogramy
- jeho puntičkářství může být v extrémních případech chápáno ostatními jako nepříjemný tlak, může mít deprimující vlivy
- v jeho zájmu stojí detaily, kvůli kterým často přehlédne celkové cíle skupiny

## Základní přínosy
- pečlivý, svědomitý, dělá si starosti
- hledá chyby a přehlédnutí
- plní termíny

## Přípustné slabiny
- má sklony přehnaně se strachovat
- neochotně nechává ostatní podílet se na své práci